# Processo di Odda
Il processo di Odda o processo nitrofosforico (Oddaprosessen in norvegese) è una reazione chimica attuata industrialmente per produrre fertilizzanti quali nitrato di calcio e fosfati dalle polveri di rocce composte da fosfato di calcio trattate con acido nitrico.

## Storia
Il processo venne inventato nel 1927 da Erling Johnson, capo della società da cui prende il nome la reazione: la Odda Smelteverk, situata nella città di Odda (Norvegia).
Prima ancora dell'acido nitrico veniva utilizzato acido solforico per separare il calcio dallo ione fosfato, con lo scopo di ottenere acido fosforico, ma impiegando acido nitrico il costo di produzione si abbassa ed invece che produrre scorie di solfato di calcio si riutilizzano tutti i componenti per produrre fertilizzanti.
Earling brevettò varie versioni di questo processo, i cui brevetti vennero venduti anche ad altre industrie norvegesi, quali Norsk Hydro, BASF, Hoechst e DSM.

## Meccanismo di reazione
Si aggiunge acido nitrico diluito a polvere di fosfato di calcio, producendo una soluzione di nitrato di calcio ed acido fosforico:
Ca3(PO4)2 + 6 HNO3 + 2 H2O → 2 H3PO4 + 3 Ca(NO3)2 + 12 H2O
A 0 °C il nitrato di calcio solidifica e cristallizza a tetraidrato, diventando separabile dall'acido fosforico:
2 H3PO4 + 3 Ca(NO3)2 + 12 H2O {\displaystyle {\xrightarrow {273\;K}}} 2 H3PO4 + 3 Ca(NO3)2·4 H2O
I cristalli di Ca(NO3)2 vengono filtrati, ed il residuo di acido fosforico e impurità (composte da Ca(NO3)2) viene trattato con ammoniaca liquida per produrre fertilizzanti:
Ca(NO3)2 + 4 H3PO4 + 8 NH3 → CaHPO4 + 2 NH4NO3 + 3 (NH4)2HPO4
Aggiungendo cloruro di potassio o solfato di potassio si possono ottenere altri fertilizzanti NPK.
Il nitrato di calcio è spesso trattato ulteriormente con ammoniaca, biossido di carbonio ed acqua per ottenere nitrato d'ammonio e carbonato di calcio:
Ca(NO3)2 + 2 NH3 + CO2 + H2O → 2 NH4NO3 + CaCO3